# زمانی که دزد بودم (فیلم ۱۹۹۱)
زمانی که دزد بودم (به چینی: 縱橫四海) یک فیلم سرقت هنگ کنگی به کارگردانی جان وو با بازی چو یون فات، لسلی چونگ، چری چانگ، کنث تسانگ و پل چو است. این فیلم در تاریخ ۲ فوریه ۱۹۹۱ در هنگ کنگ اکران شد.

## بازسازی فیلم
به دلیل موفقیت این فیلم، هالیوود در سال ۱۹۹۶ یک نسخه دیگر از این فیلم با همین عنوان را ساخت. در هر دو نسخه جان وو کارگردانی اثر را به عهده داشت.

## بازیگران
- چو یون فات
- لسلی چونگ … جیمز
- چری چانگ
- کنث تسانگ
- پل چو
- بووی وو … استنلی وو